# Adolph Cnyrim
Adolph Philipp Heinrich Friedrich Wilhelm Cnyrim (* 18. August 1800 in Kassel; † 7. März 1876 in Frankfurt am Main) war ein deutscher Beamter und Politiker.

## Leben
Cnyrim studierte von 1817 bis 1821 Rechtswissenschaften an der Universität Marburg und der Universität Göttingen. In Marburg war er Mitglied des Corps Hassia. Anschließend arbeitete er im Justizdienst in Marburg, zuletzt als Oberjustizrat. 1846 verlieh ihm die Marburger Universität die Ehrendoktorwürde. Ein Jahr später wechselte er als Generalpostdirektionsrat in den Reichspostdienst.
Vom 18. Mai 1848 bis zum 30. Mai 1849 war er Abgeordneter für den 7. kurhessischen Wahlkreis Ziegenhain in der Frankfurter Nationalversammlung. Dort zählte er zur gemäßigten Fraktion Württemberger Hof und war Mitglied der Kaiserdeputation.
1858 wurde er Generalpostdirektor bei der Generalpostdirektion in Frankfurt und trat 1866 in Ruhestand.